# Pistol Opera
Pour plus de détails, voir Fiche technique et Distribution.
Pistol Opera (ピストルオペラ) est un film japonais réalisé par Seijun Suzuki, sorti en salles le 27 octobre 2001.

## Synopsis
Une jolie tueuse surnommée Stray Cat, classée numéro 3, va bientôt se retrouver embrigadée dans un massacre en règle auquel tous les assassins du pays vont participer, afin de s’emparer de la place du tueur numéro 1.

## Fiche technique
- Titre : Pistol Opera
- Titre original : ピストルオペラ
- Réalisation : Seijun Suzuki
- Scénario : Kazunori Itō (en) et Takeo Kimura
- Photo : Yonezo Maeda
- Son : Yoshikazu Iwanami
- Musique : Kodama Kzufumi
- Production : Shochiku, Satoru Ogura et Ikki Katashima
- Distribution : Slow Learner
- Pays d'origine : Japon
- Langue originale : japonais
- Format : Couleurs - 2.35:1 - Dolby Digital - 35 mm
- Genre : Action, polar
- Durée : 112 minutes
- Dates de sortie : 27 octobre 2001

## Distribution
- Makiko Esumi : Miyuki Minazuki
- Sayoko Yamaguchi : Sayoko Uekyo
- Masatoshi Nagase : L'homme en noir
- Mikijiro Hira : Goro Hanada
- Youji Tanaka : Tueur no 7
- Yoshiyuki Morishita : Tueur no 9

## À noter
- Le film fut présenté en avant première française à l'Étrange Festival 2002 et au festival international du film de Rotterdam de 2002.
- Le personnage Goro Hanada était présent dans le film La Marque du tueur réalisé par Seijun Suzuki en 1967, et il y tenait le rôle du  numéro 3. Suzuki dira que le Goro Hanada de Pistol Opera est le même personnage, quelques décennies plus tard. Ainsi Pistol Opera serait la suite de La Marque du tueur.